# Фрини
Фрини (Amblypygi) — ряд павукоподібних. Поширений в тропічних регіонах. Включає 136 сучасних видів у 17 родах з 5-6 родин.

## Опис
Розміри тіла від 5 мм до 4,5 см. Забарвлення темне, червоне або жовте. Тіло приплюснуте. Головогруди широкі, з парою медіальних і двома-трьома парами бічних очей. Черевце 12-членникове, без хвостової нитки. Хеліцери короткі, з гачкоподібним члеником на кінці. Педипальпи великі, хапальні, а також з гачкоподібними кінцевими члениками. Ноги довгі до 25 см; у деяких видів на кінцях лапок розвинені присоски, що дозволяють пересуватися гладкими вертикальними поверхнями. Найдовші — передні ноги, лапки яких мають вигляд гнучких багаточленикових джгутів, схожих на антени комах. Фрини мають значну подібність з павуками, але в них немає ні отруйних, ні павутинних залоз. Незважаючи на страшний вигляд, це нешкідливі для людей істоти. Потрапляючи під яскраве світло, фрин завмирає, розпластуючись, але якщо його торкнутися, поспішно тікає. Пересуваються фрини зазвичай боком, як краби. При цьому один вусик у них спрямований у бік руху, а інший безперервно обмацує околиці.

## Поширення
Родина поширена у тропічних регіонах по всьому світу. Найбільшого біорізномаїття сягає в Бразилії, Афротропіці та Індомалаї. Єдиний європейський вид Charinus ioanniticus, поширений лише на двох островах Егейського моря (Кос, Родос) та в Ізраїлі.

## Спосіб життя
Нічні хижаки. Полюють на комах та дрібних членнистоногих. Здобич хапають педипальпами та розривають кігтеподібними члениками хеліцер та педипальп.
Під час спаровування самець педипальпами підводить самицю до відкладеного сперматофора. Самиці відкладають до 60 яєць, які носять під черевцем у пергаментоподібній оболонці. Молодь перебирається на спину матері; якщо молодий фрин до своєї першої линяння падає зі її спини, вона його з'їдає. Після линяння молоді фрини розходяться. Статева зрілість зазвичай настає лише на третій рік життя. Мешкають фрини від 5 до 12 років. У неволі можуть дожити до 15-16 років.

## Родини
- Palaeoamblypygi
  - Paracharontidae
  - Weygoldtinidae
- Euamblypygi
  - Charinidae
  - Charontidae
  - Phrynichidae
  - Phrynidae